# Tumulus von Avennes

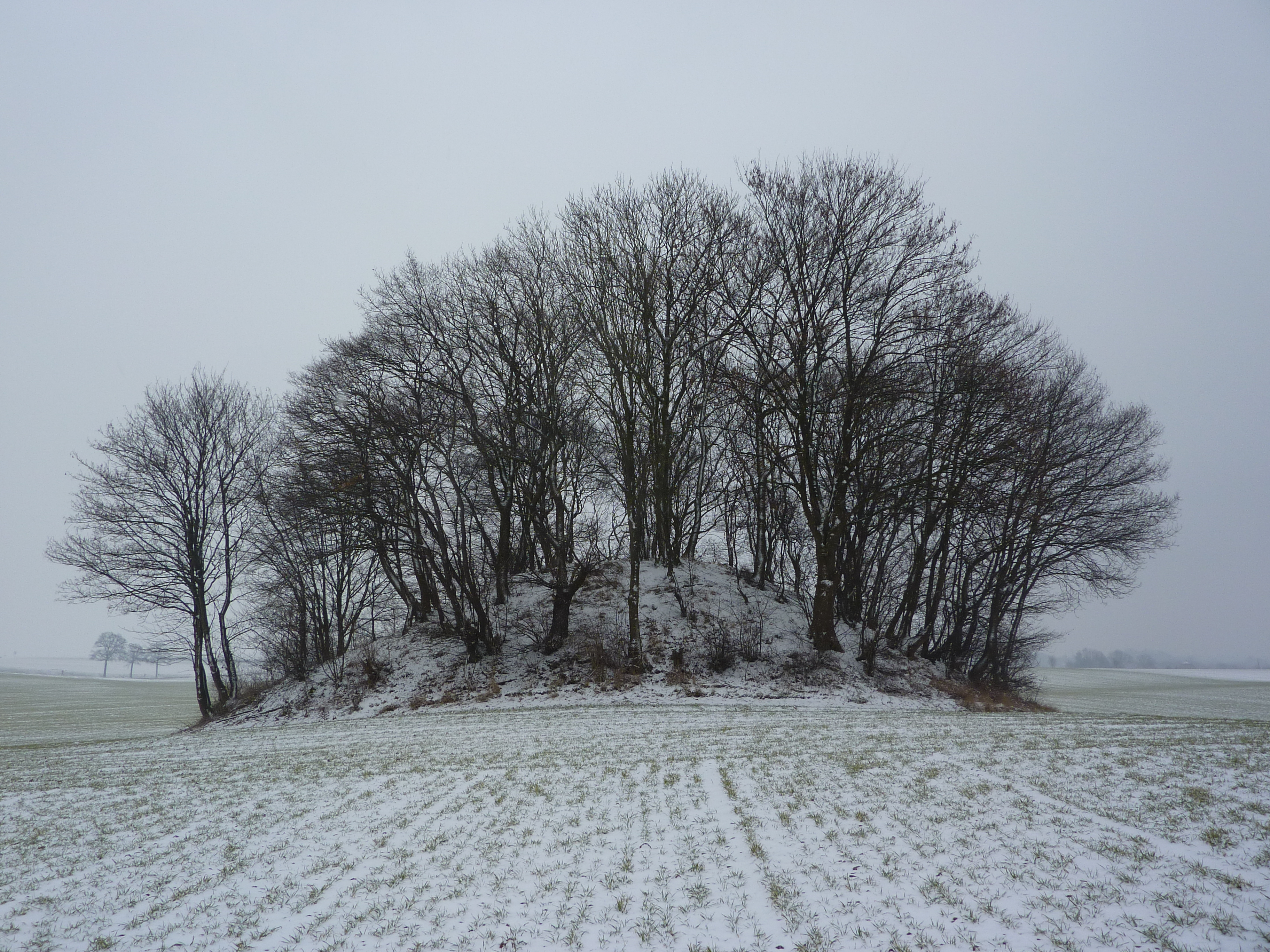
Tumulus von Avennes

Der Tumulus von Avennes (französisch Tumulus d’Avennes) ist ein gallo-römischer Grabhügel in der belgischen Gemeinde Braives im Westen der Provinz Lüttich. Der Grabhügel liegt nordöstlich von Avennes und nordwestlich von Braives, am Abzweig der Drève des Ormes, an der Chaussée Romaine (N69). Der Hügel gehört der Gemeinde Braives und wurde dadurch gerettet und ist seit 1978 geschützt.

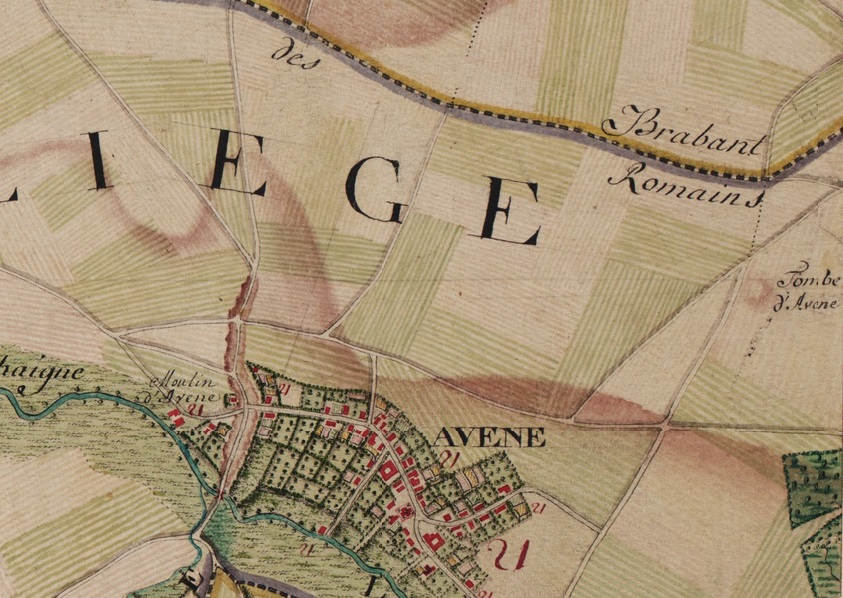
Tumulus von Avennes – ganz rechts

Der Tumulus wurde ins Jahr 80 n. Chr. datiert. Die Ausgrabungen haben Objekte aus der Zeit der flavischen Kaiser erbracht, die sich im Grand Curtius Museum in Lüttich befinden.
Auf der Ferraris-Karte von 1777 heißt der Hügel „Tombe d’Avene“ (alte Schreibweise des Ortes).
In der Nähe liegen der Tumulus La tombe d’Yve und der Tumulus von Vissoul. 